# مبدأ المسافة المتساوية
مبدأ المسافة المتساوية هو مفهوم قانوني في المطالبات بالحدود البحرية حيث يجب أن تتوافق الحدود البحرية لدولة ما مع خط متوسط يبعد مسافة متساوية عن شواطئ الدول المجاورة. تم تطوير المفهوم في عملية تسوية النزاعات التي كانت فيها حدود الدول المتجاورة تقع على جرف قاري متجاور:
خط التساوي هو خط تكون فيه كل نقطة على مسافة متساوية من أقرب النقاط على الخطوط الأساسية المستخدمة. يُعتبر مبدأ التساوي في المسافة منهجية تم اعتمادها من قبل اتفاقية الأمم المتحدة لقانون البحار، ولكنها تسبق هذا الاتفاق، وقد استُخدمت من قبل المحكمة العليا للولايات المتحدة والدول والحكومات لتحديد الحدود بشكل عادل.
يمثل مبدأ المسافة المتساوية جانبًا واحدًا من القانون الدولي العرفي، لكن يقيّم أهميته في ضوء عوامل أخرى  مثل التاريخ:
إن "الحقوق التاريخية" أو الألقاب من نوع أو آخر ستكتسب أهمية متزايدة، بدلاً من أن تتضاءل، نتيجة لتضييق المصادر "المادية" بدلاً من المصادر "القانونية" للحق. ومن المهم أن نتذكر أنه على الرغم من عدم نجاح المطالبات التاريخية في قضية "خليج مين"، فإن تحديد خط "الوضع الراهن" أو "الوضع المؤقت" في قضية "تونس وليبيا" كان ذا أهمية حاسمة في تأكيد عدالة المرحلة الأولى من ترسيم الحدود. ستتجنب الدول بدقة، أكثر من أي وقت مضى، أي مظهر من مظاهر الرضى الضمني عندما لا يكون الرضى مقصودًا؛ ويمكن توقع التنسيق الحكيم بين وزارات البترول والتعدين والمستشارين القانونيين لوزارات الخارجية". - كيث هيجيت. (1989). "مهما حدث للامتداد الطبيعي".

## تاريخ
استخدمت الولايات المتحدة مبدأ الخط المتساوي المسافات في قانون الكونغرس لعام 1805 الذي قسم الأراضي العامة وفقًا لقياسات كانت قريبة قدر الإمكان من "المسافة المتساوية بين الزاويتين اللتين تقعان على نفس الخط". ومن أبرز الأحداث التاريخية المتعلقة بالمسافة المتساوية هو النزاع بين ألمانيا وهولندا والدنمارك. فقد ادعى البلدان الثلاثة ملكية منطقة معينة داخل المحيط. وزعمت ألمانيا أنه بسبب ظروف خاصة فإنها تمتلك تلك الأرض، لذا خاضت الدول الثلاث المعركة من خلال الأمم المتحدة. وفي نهاية المطاف، تدخلت محكمة العدل الدولية وعقدت محاكمة بشأن هذا الموضوع.
ويشير القانون الدولي أيضًا إلى المسافة المتساوية. على سبيل المثال، تنص المادة 6 من اتفاقية جنيف لعام 1958 بشأن الجرف القاري على ما يلي:
"إذا كان نفس الجرف القاري مجاوراً لأراضي دولتين أو أكثر تتقابل سواحلها، فإن حدود الجرف القاري الخاصة بهذه الدول تحدد بالاتفاق فيما بينها. وفي حالة عدم وجود اتفاق، وما لم تبرر ظروف خاصة خط حدود آخر، فإن الحدود هي الخط المتوسط، الذي تكون كل نقطة منه على مسافة متساوية من أقرب نقاط خطوط الأساس التي يقاس منها عرض البحر الإقليمي لكل دولة."